# Rizhao
Rizhao, tidigare romaniserat Jihchao, är en hamnstad på prefekturnivå i Shandong-provinsen i Folkrepubliken Kina. Den ligger omkring 230 kilometer sydost  om provinshuvudstaden Jinan  på Shandonghalvöns södra strand och vetter mot Östkinesiska havet.

## Administrativ indelning
Rizhao består av två stadsdistrikt och två härad:
- Stadsdistriktet Donggang (东港区), 1 507 km², 840 000 invånare;
- Stadsdistriktet Lanshan (岚山区), 408 km², 270 000 invånare;
- Häradet Wulian (五莲县), 1 443 km², 510 000 invånare;
- Häradet Ju (莒县), 1 952 km², 1,1 miljoner invånare.

## Klimat
Genomsnittlig årsnederbörd är 958 millimeter. Den regnigaste månaden är juli, med i genomsnitt 307 mm nederbörd, och den torraste är januari, med 10 mm nederbörd.

## Källa
1. ↑  ”worldpostmarks.net”. Arkiverad från originalet den 2 januari 2015. https://web.archive.org/web/20150102101710/http://worldpostmarks.net/HTML%20Countries/china.htm. Läst 19 november 2014.
2. ↑  GeoHive - China, Shandong Arkiverad 20 januari 2013 hämtat från the Wayback Machine.
3. ↑  ”NASA Earth Observations: Rainfall (1 month - TRMM)”. NASA/Tropical Rainfall Monitoring Mission. Arkiverad från originalet den 11 maj 2020. https://web.archive.org/web/20200511075534/https://neo.sci.gsfc.nasa.gov/view.php?datasetId=TRMM_3B43M. Läst 30 januari 2016.